# Giancarlo Zilio
Giancarlo Zilio (Trento, 11 luglio 1929 – Bergamo, 12 novembre 2018) è stato un politico italiano, senatore della Repubblica Italiana nella XIII legislatura.

## Biografia
Giancarlo Zilio nacque a Trento e all'età di 19 anni si stabilì a Bergamo. Si laureò in lettere alla Statale di Milano e iniziò a dedicarsi all'insegnamento. Nel 1960 iniziò la collaborazione col quotidiano locale L'Eco di Bergamo, del quale divenne vicedirettore nel 1990.
Alle elezioni politiche del 1996 fu eletto al Senato della Repubblica nel collegio uninominale di Bergamo per la coalizione de L'Ulivo, in quota PPI. Durante la legislatura fece parte della 12ª Commissione permanente Igiene e Sanità; della 10ª Commissione permanente Industria, commercio, turismo; della Commissione parlamentare d'inchiesta sul sistema sanitario; della Commissione parlamentare per l'indirizzo generale e la vigilanza dei servizi radiotelevisivi
Nel 2001 fu ricandidato nello stesso collegio, ma fu sconfitto da Vittorio Pessina della Casa delle Libertà.